# شعب أيوب (تعز)
شعب أيوب هي إحدى قرى الجمهورية اليمنية. تتبع جغرافيا لمحافظة تعز وإداريًا لمديرية التعزية. يبلغ تعداد سكانها 1981 نسمة حسب الإحصاء الذي أجري عام 2004.